# Belmont (Wisconsin)
Belmont és una població dels Estats Units a l'estat de Wisconsin. Segons el cens del 2000 tenia 871 habitants.
Va ser la capital del Territori de Wisconsin entre juliol i octubre del 1836.

## Demografia
Segons el cens del 2000, Belmont tenia 871 habitants, 377 habitatges, i 245 famílies. La densitat de població era de 579,8 habitants per km².
Dels 377 habitatges en un 24,1% hi vivien nens de menys de 18 anys, en un 52% hi vivien parelles casades, en un 9,3% dones solteres, i en un 35% no eren unitats familiars. En el 30% dels habitatges hi vivien persones soles el 17,2% de les quals corresponia a persones de 65 anys o més que vivien soles. El nombre mitjà de persones vivint en cada habitatge era de 2,31 i el nombre mitjà de persones que vivien en cada família era de 2,9.
Per edats la població es repartia de la següent manera: un 23,8% tenia menys de 18 anys, un 8,3% entre 18 i 24, un 24,8% entre 25 i 44, un 22% de 45 a 60 i un 21,1% 65 anys o més.
L'edat mediana era de 41 anys. Per cada 100 dones de 18 o més anys hi havia 86,5 homes.
La renda mediana per habitatge era de 34.853 $ i la renda mediana per família de 49.688 $. Els homes tenien una renda mediana de 28.646 $ mentre que les dones 22.159 $. La renda per capita de la població era de 17.763 $. Aproximadament l'1,7% de les famílies i el 5,4% de la població estaven per davall del llindar de pobresa.

## Poblacions més properes
El següent diagrama mostra les poblacions més properes.